# Restoring Force
| Оценки критиков   | Оценки критиков |
| Источник          | Оценка          |
| ----------------- | --------------- |
| Alternative Press | [ 3 ]           |
| Kerrang           | [ 4 ]           |
| Loudwire          | [ 5 ]           |
| Metal Hammer      | 8/10            |
| Rocksound         | 8/10            |
| AbsolutePunk      | 80%             |

Restoring Force — третий студийный альбом американской металкор-группы Of Mice & Men. Альбом был выпущен 24 января 2014 года в Европе и Австралии; 27 января 2014 в Японии и Англии и 28 января 2014 в США на лейбле Rise Records.

## Об альбоме
Об альбоме было объявлено в конце ноября 2013 года. Альбом был спродюсирован Дэвидом Бендетом. Официальный список композиций был объявлен вместе с названием альбома. Альбом был записан в конце октября 2013 года.
«You're Not Alone» стала первой песней из альбома, премьера которой состоялась 1 декабря 2013 года, а затем вышла песня «Bones Exposed», премьера которой состоялась 23 декабря 2013 года.

## Релиз
Альбом был выпущен 28 января 2014 года на лейбле Rise Records. После выпуска альбома группа отправилась на 2 недели в турне вместе с Bring Me the Horizon. Группа также выступала в Великобритании в апреле 2014 года при поддержке групп Issues и Beartooth. До официального релиза альбом был представлен на прослушивание фанатам в эфир онлайн 21 января 2014 года.
В конце 2014 года было объявлено, что группа планирует выпустить делюкс-издание альбома под названием «Restoring Force: Full Circle», которое включает в себя 3 новые композиции и акустическую версию «Feels Like Forever».

## Коммерческий успех
Примерно было продано около 45,000-55,000 копий альбома в первую неделю продаж. В конечном итоге в первую неделю было продано около 51,000 копии, альбом дебютировал на 4-й строчке чарта US Billboard 200. Альбом занял впервые 1-ю позицию в инди- и хард-рок-чартах. Кроме того, это первый альбом группы, который участвовал в британских чартах и достиг 2-й позиции, а также занял 9-ю позицию в австралийском чарте.

## Список композиций
| №                   | Название                      | Длительность |
| ------------------- | ----------------------------- | ------------ |
| 1.                  | «Public Service Announcement» | 3:32         |
| 2.                  | «Feels Like Forever»          | 3:13         |
| 3.                  | «Bones Exposed»               | 4:15         |
| 4.                  | «Would You Still Be There»    | 3:12         |
| 5.                  | «Glass Hearts»                | 3:15         |
| 6.                  | «Another You»                 | 3:45         |
| 7.                  | «Break Free»                  | 3:29         |
| 8.                  | «You Make Me Sick»            | 3:21         |
| 9.                  | «Identity Disorder»           | 3:37         |
| 10.                 | «You're Not Alone»            | 3:21         |
| 11.                 | «Space Enough to Grow»        | 3:38         |
| Общая длительность: | Общая длительность:           | 38:37        |

| №   | Название                                | Длительность |
| --- | --------------------------------------- | ------------ |
| 12. | «Broken Generation»                     | 3:41         |
| 13. | «Something to Hide»                     | 3:30         |
| 14. | «Never Giving Up»                       | 3:39         |
| 15. | «Feels Like Forever» (acoustic version) | 3:11         |

## Участники записи
Of Mice & Men
- Остин Карлайл – экстрим-вокал, дополнительный чистый вокал
- Фил Манансала – соло-гитара
- Алан Эшби – ритм-гитара, бэк-вокал
- Аарон Поли – бас-гитара, чистый вокал
- Валентино Артеага – ударные

Артворк
- Of Mice & Men – арт-дирекция
- Райан Кларк – дизайн, фотография
- Джон Бармби — логотип

Производственный персонал
- Дэвид Бендет – продюсирование и сведение
- Стиви Саркисян – ассистент-инженер, драм-техник
- Коби Нельсон – ассистент, цифровое редактирование
- Коннор Эплтон – ассистент
- Митч Милан – цифровое редактирование, инженер,  гитарный техник,  музыкальное программирование
- Брайан Робинс – цифровое редактирование, инженер, инженер сведения, музыкальное программирование
- Тед Дженсен – мастеринг

## Позиции в чартах
| Чарт (2014)              | Позиция |
| ------------------------ | ------- |
| US Billboard 200         | 4       |
| US Rock Albums           | 2       |
| US Independent Albums    | 1       |
| US Hard Rock Albums      | 1       |
| UK Albums Chart          | 17      |
| UK Rock Chart            | 2       |
| Australian Albums Chart  | 9       |
| New Zealand Albums Chart | 36      |